# Tolga (distrito)
Tolga é um distrito localizado na província de Biskra, Argélia,[carece de fontes?] e cuja capital é a cidade de mesmo nome, Tolga. O distrito está dividido em quatro comunas.